# Président des Émirats arabes unis
Le président des Émirats arabes unis est le chef de l'État fédéral regroupant les émirats d'Abou Dabi, d'Ajman, de Charjah, de Dubaï, de Fujaïrah, de Ras el Khaïmah et d'Oumm al Qaïwaïn. Officiellement, il est élu tous les cinq ans par le Conseil suprême fédéral, mais étant donné que l'émir d'Abou Dabi est habituellement aussi le président des Émirats, le poste est de fait héréditaire. Le président est également le commandant suprême des Forces armées émiriennes et le président du Conseil suprême exécutif et du Conseil suprême du pétrole.
Le président actuel est l'émir Mohammed ben Zayed Al Nahyane qui a succédé à son frère, Khalifa ben Zayed Al Nahyane, le 14 mai 2022.

## Liste des présidents
| No | Portrait                       | Nom                                                                       | Début du mandat | Fin du mandat     | Durée du mandat            | Émirat    |
| -- | ------------------------------ | ------------------------------------------------------------------------- | --------------- | ----------------- | -------------------------- | --------- |
| 1  | Zayed ben Sultan Al Nahyane    | Zayed ben Sultan Al Nahyane زايد بن سلطان آل نهيان (1919-2004)            | 2 décembre 1971 | 2 novembre 2004 † | 32 ans et 11 mois          | Abou Dabi |
| -  | Maktoum ben Rashid Al Maktoum  | Maktoum ben Rachid Al Maktoum مكتوم بن راشد آل مكتوم (1941-2006) Intérim  | 2 novembre 2004 | 3 novembre 2004   | 1 jour                     | Dubaï     |
| 2  | Khalifa ben Zayed Al Nahyane   | Khalifa ben Zayed Al Nahyane خليفة بن زايد آل نهيان (1947-2022)           | 3 novembre 2004 | 13 mai 2022 †     | 17 ans, 6 mois et 10 jours | Abou Dabi |
| -  | Mohammed ben Rachid Al Maktoum | Mohammed ben Rachid Al Maktoum محمد بن راشد آل مكتوم (né en 1949) Intérim | 13 mai 2022     | 14 mai 2022       | 1 jour                     | Dubaï     |
| 3  | Mohammed ben Zayed Al Nahyane  | Mohammed ben Zayed Al Nahyane محمد بن زايد بن سلطان آل نهيان (né en 1961) | 14 mai 2022     | en fonction       | 2 ans, 10 mois et 5 jours  | Abou Dabi |